# Aadu Hint
Aadu Hint (eigentlich Adolf Edmund Hint; * 28. Dezember 1909jul. / 10. Januar 1910greg. im Dorf Külasema, Insel Muhu; † 26. Oktober 1989 in Tallinn) war ein estnischer Schriftsteller.

## Leben
Aadu Hint verbrachte seine Kindheit auf dem Bauernhof Kopli im Dorf Kuusnõmme (heute Landgemeinde Lääne-Saare) auf der größten estnischen Insel Saaremaa. Von 1923 bis 1929 besuchte er das Gymnasium in der Inselhauptstadt Kuressaare. Von 1929 bis 1936 war er Grundschullehrer im Dorf Rootsiküla (Gemeinde Kihelkonna). Anschließend war er von 1936 bis 1940 Lehrer in der südestnischen Stadt Tartu.
Hint stand marxistischen Ideen nahe. 1940 trat Hint in die Kommunistische Partei Estlands (EKP) ein. Mit der ersten sowjetischen Besetzung und der Sowjetisierung Estlands (1940/41) übernahm er die Redaktion der Zeitschrift Viisnurk. Während des Zweiten Weltkriegs und der deutschen Besetzung Estlands (1941–1944) kämpfte Hint in der Roten Armee. Später war er hinter der Front tätig. Am Ende des Krieges erwog er die Flucht nach Schweden entschloss sich letztendlich aber doch dazu in Estland zu bleiben.
Während der sowjetischen Besetzung Estlands (1944–1991) blieb Hint weiter politisch aktiv. Er war unter anderem Abgeordneter des Obersten Sowjets der Estnischen SSR und des Obersten Sowjets der UdSSR. 1944/45 war er kurzzeitig Vorsitzender des Estnischen Fischerverbands. Danach lebte er als freier Schriftsteller in Tallinn, wo er auch starb.
Aadu Hint liegt auf dem Friedhof von Kihelkonna auf der Insel Saaremaa begraben.

## Privatleben
Aadu Hint war der ältere Bruder des estnischen Ingenieurs und Erfinders Johannes Hint (1914–1985).
Er war von 1937 bis 1941 mit der estnischen Lyrikerin Debora Trull (später Debora Vaarandi, 1916–2007) verheiratet. In zweiter Ehe lebte Hint von 1941 bis 1958 mit der Schriftstellerin Minni Nurme (1917–1994) zusammen. Hint schloss 1961 seine dritte Ehe mit Elve Sooviste. Aadu Hint hatte acht Kinder. Die bekannteste Tochter ist die Schriftstellerin Eeva Park (* 1950), aber auch Miina Hint (* 1945) und Päärn Hint (* 1943) sind schriftstellerisch tätig.

## Literarisches Werk

### Die frühen Romane
Nach der Veröffentlichung von Kurzprosa in Zeitschriften legte Hint 1934 seinen ersten Roman Pidalitõbi (‚Die Lepra‘) vor. Auch sein zweiter Roman Vatku tõbilas ('Im Leprosorium von Vatku', 1936) behandelte die Lepra, die in der ersten Hälfte des 20. Jahrhunderts auf der Insel Saaremaa noch auftrat.
Bereits ein Jahr später erschien Hints psychologischer Roman Kuldne värav ('Das goldene Tor'). 1939 veröffentlichte er den Roman Tulemees („Der Feuermann“), der das Leben von Seeleuten darstellt. Das Leben am Meer und auf See sowie das Schicksal der Strandbewohner und Fischer zieht sich durch das gesamte literarische Schaffen Hints.
Nach dem Zweiten Weltkrieg schrieb Hint die Jugendromane Vesse poeg ('Der Sohn von Vesse', 1948) und Angerja teekond ('Der Weg des Aals', 1950). Zur gleichen Zeit verfasste Hint eine Reihe von Dramen, von denen Tagaranna meeste kalakuunar ('Der Fischkutter der Männer von Tagaranna', 1947) und Kuhu lähed, seltsimees direktor? ('Wohin geht’s, Genosse Direktor?, 1949) auch als Buch erschienen. In seinem Spätwerk widmete er sich estnischen Auswanderern, die im Zuge der Revolution von 1905 mit den anschließenden Strafexpeditionen Estland verlassen hatten und später in die Sowjetunion zurückkehren (Oma saar ['Die eigene Insel'], 1977, 1980).

### Die RomantetralogieDie windige Küste
Zwischen 1951 und 1966 erschien Hints Hauptwerk, der Roman Tuuline rand, in vier Bänden (1951, 1954, 1960 und 1966). Das Werk behandelt diverse Schicksale von Mitgliedern einer weitverzweigten Familie von Strandbewohnern und Fischern von den letzten Jahren des 19. Jahrhunderts bis kurz vor Ausbruch des Zweiten Weltkriegs. Dabei wird jedoch keine kontinuierliche Handlungslinie verfolgt, sondern jeder Band hat einen eigenen Schwerpunkt mit eigenen Hauptpersonen.
Im ersten Band wird vor allem die Revolution von 1905 und ihre unmittelbare Vorgeschichte beschrieben. Dabei gelingt dem Autor eine ebenso spannende wie plastische Darstellung, die kaum in das Schema des Sozialistischen Realismus passen will. Daher äußerten die sowjetischen Zensurbehörden starke Kritik an dem Roman, da er nicht ausreichend die proletarische Revolution und die estnisch-sowjetische Freundschaft berücksichtige. Infolgedessen fügte der Autor in einer Neuauflage zehn Kapitel hinzu, die das Arbeiterleben und die Revolution in Tallinn behandeln, wodurch die Komposition des Romans allerdings empfindlich gestört wird.
Im zweiten Teil, der sich in den Jahren vor dem Ersten Weltkrieg abspielt steht Mare, die Schwiegertochter einer der Hauptpersonen des ersten Teils, im Zentrum. Gleichzeitig wird der Aufstieg einer weiteren Hauptperson aus dem ersten Teil, Tõnis Tihus, zum Großkapitalisten dargestellt. Er bemächtigt sich des im ersten Teil in Gemeinschaftsarbeit erbauten Schiffes der Inselbewohner und versucht die Dorfbewohner auszutricksen.
Der dritte Teil spielt sich während des Ersten Weltkriegs ab. Hauptperson ist Joonas Tihu, ein weiterer entfernter Verwandter. Er dient in der Zarenarmee und reift durch die Kriegsereignisse und persönliche Erfahrungen zum Revolutionär, der aber letztlich als namenloser Soldat stirbt. Bei einem Angriff gegen die Deutsche 1918 kommt er zu Tode.
Der vierte Teil ist in der Zwischenkriegszeit angesiedelt. Hauptperson ist diesmal Enn Tihu, der Sohn von Mare aus dem zweiten Band. Er ist anfangs noch Schüler und wird dann zum Lehrer ausgebildet. Wie in seinen früheren Romanen kommt abermals der Behandlung der Lepra große Bedeutung zu. Eine zweite Hauptperson ist Joonas Tihu, der jüngere Bruder von Enn. Er führt ein ausschweifendes Studentenleben in Tartu und verkehrt unter anderem in homosexuellen Kreisen. Seine Mutter geht daran zugrunde. Für die sowjetische Zensur war Homosexualität ebenfalls ein rotes Tuch, weswegen der Roman heftig angegriffen wurde. Danach war der Autor so entmutigt, dass er einen ursprünglich geplanten fünften Teil nicht mehr in Angriff nahm.
„Trotz gewisser Schwächen“ erfüllte Hints Roman „eine wichtige Funktion innerhalb der vermeintlich gleichgeschalteten Sowjetkultur, indem e[r] estnische Originalliteratur in reicher und humorvoller Sprache bot.“
Teile des Romans wurden 1971 von dem estnischen Regisseur Kaljo Kiisk verfilmt. Es war in der Sowjetzeit Schullektüre in Estland und hat viele Generationen geprägt – und das angesichts der reichen Sprache des Autors durchaus positiv, wie Olev Remsu in seinem Nachruf betonte.

## Rezeption im deutschsprachigen Raum
Obwohl von Aadu Hint keine eigenständige Buchveröffentlichung auf Deutsch vorliegt, ist er doch in bescheidenem Maße auch auf Deutsch rezipiert worden. Zunächst sind zahlreiche Übersetzungen seiner Texte in der Zeitschrift Sowjetliteratur zu nennen:
- „Der letzte Pirat“, in: Sowjetliteratur 12/1971, S. 78–99.
- „Eisgang“, in: Sowjetliteratur 8/1972, S. 77–90.
- „Du, der Mond und die Mutter“, in: Sowjetliteratur 2/1980, S. 69–77.
- „Zwei Episoden aus dem Leben Albert Karistes: Eine Kopeke. Granaten.“ in: Sowjetliteratur 2/1980, S. 77–88.
- „Volle Fahrt voraus“, in: Sowjetliteratur 2/1980, S. 88–92.
- „Vom Exlibris, das ich noch nicht habe, bald jedoch zu bekommen hoffe“, in: Sowjetliteratur 2/1980, S. 92–96.

Fast ebenso häufig ist in der Zeitschrift „Sowjetliteratur“ auch über das Werk von Hint geschrieben worden, allein dreimal über Die windige Küste (5/1955, S. 215; 11/1955, S. 165–171; 9/1966, S. 180–182). Später findet sich noch eine Würdigung seines Gesamtwerks: Soja Krachmalnikova: Aadu Hint und sein Werk, in: Sowjetliteratur 10/1968, S. 144–147.
Ferner ist in einer 1975 erschienenen Anthologie eine Erzählung von Hint die Titelgeschichte: „Der letzte Strandräuber“, in: Der letzte Strandräuber. Estnische Erzählungen aus sieben Jahrzehnten. Ausgewählt von Alexander Baer, Welta Ehlert, Nikolai Sillat. Berlin: Volk und Welt, 1975, S. 408–438. Dieselbe Übersetzung von Viktor Sepp, allerdings weniger sorgfältig redigiert, erschien vier Jahre später nochmals in einer in Tallinn verlegten Anthologie: Estnische Novellen. Ausgewählt von Endel Sõgel. Tallinn: Perioodika, 1979, S. 274–305. Ebenfalls in Tallinn ist die Geschichte „Über diesen vorbildlichen Bauern“ verlegt worden, in: Der gütige Beschützer der Schiffersleut’. Estnische Kurzprosa aus vier Jahrzehnten. Ausgewählt von August Eelmäe. Tallinn: Perioodika, 1984, S. 17–22.
In Handbüchern und Lexika ist Hint häufig vertreten, zuletzt auch in der Neuauflage von Kindlers Literatur Lexikon.

## Bibliographie

### Werkverzeichnis von Aadu Hint
- Pidalitõbi ('Die Lepra'). Tartu: Loodus 1934.
- Vatku tõbilas ('Im Leprosorium von Vatku'). Tartu: Eesti Kirjastuse Kooperatiiv 1936.
- Kuldne värav ('Das goldene Tor'). Tartu: Eesti Kirjastuse Kooperatiiv 1937.
- Tulemees ('Der Feuermann'). Tartu: Noor-Eesti 1939.
- Metshaned ('Die Wildgänse'). Tallinn: Ilukirjandus ja Kunst 1945.
- Tagaranna-meeste kalakuunar. Näidend 3 vaatuses. ('Der Fischkutter der Männer von Tagaranna. Schauspiel in drei Akten'). Tallinn: Ilukirjandus ja Kunst 1947.
- Töömeeste portreid ('Arbeiterporträts'). Tallinn: Ilukirjandus ja Kunst 1948.
- Vesse poeg ('Der Sohn von Vesse. Jugendgeschichte'). Tallinn: Ilukirjandus ja Kunst 1948.
- Kuhu lähed, seltsimees direktor? Näidend 5 pildis ('Wohin geht’s, Genosse Direktor? Schauspiel in 5 Akten'). Tallinn: Ilukirjandus ja Kunst 1949.
- Angerja teekond ('Der Weg des Aals'). Tallinn: Eesti Riiklik Kirjastus 1950.
- Tuuline rand ('Die windige Küste'). Tallinn: Eesti Riiklik Kirjastus 1951.
- Tuuline rand I ('Die windige Küste I'). Tallinn: Eesti Riiklik Kirjastus 1952.
- Tuuline rand II ('Die windige Küste II'). Tallinn: Eesti Riiklik Kirjastus 1954.
- Hundid ja kitserahvas ('Die Wölfe und das Ziegenvolk'). Tallinn: Eesti Riiklik Kirjastus 1956.
- Tuuline rand III ('Die windige Küste III'). Tallinn: Eesti Riiklik Kirjastus 1960.
- Tuuline rand IV ('Die windige Küste IV'). Tallinn: Eesti Raamat 1966.
- Oma saar [I] ('Die eigene Insel [I]'). Tallinn: Eesti Raamat 1977.
- Oma saar I+II ('Die eigene Insel I+II'). Tallinn: Eesti Raamat 1980.
- Kogutud teosed 1-8 ('Gesammelte Werke 1-8'). Tallinn: Eesti Raamat 1975–1980 – en thält auch einige zuvor nicht veröffentlichte Schauspiele.

### Sekundärliteratur
- Kalju Leht: Aadu Hint. Lühimonograafia. Tallinn: Eesti Raamat 1975.
- Helene Siimisker: Kaks kõnelust Aadu Hindiga, in: Looming 1/1960, S. 125–136.
- Pärt Lias: Kujutamisvõtteid A. Hindi „Tuulises rannas“, in: Keel ja Kirjandus 1/1970, S. 1–14.
- Ülo Tonts: „Tuulise ranna“ tulek arvustuse peeglis, in: Keel ja Kirjandus 1/1980, S. 1–8
- Juhan Kangur: Aadu Hindist marksismita, in: Looming 1/1993, S. 134–138.
- Aksel Tamm: „Aga see oli üks mees“ (III). Aadu Hint; in: Looming 4/2003, S. 602–607.
- Cornelius Hasselblatt: Stalini pikk vari üle tuulise ranna. Aadu Hindi „Tuulise ranna“ kohandumine/kohandamine meie päevadeni, in: Kohanevad tekstid. Koost. ja toim. Virve Sarapik, Maie Kalda. Tartu: Eesti Kirjandusmuuseum 2005, S. 271–284.
- Toomas Haug: Lahkumine tuuliselt rannalt. Aadu Hint 100, in: Looming 1/2010, S. 96–115.

## Auszeichnungen
Aadu Hint erhielt für sein literarisches Werk zahlreiche Auszeichnungen. 1950 und 1967 wurde Hint mit dem „Staatspreis der Estnischen SSR“ geehrt. 1955 wurde ihm der Titel eines „Verdienten Künstlers der Estnischen SSR“ verliehen, 1965 die Auszeichnung „Volksschriftsteller der Estnischen SSR“. 1982 gewann er den „Friedebert Tuglas Novellenpreis“. Hint war darüber hinaus Träger des Leninordens.